# Francisco de la Câmara y Raya
Francisco de la Cámara y Raya (falecido a 18 de agosto de 1624) foi um prelado católico romano que serviu como bispo do Panamá (1612–1624).

## Biografia
Francisco de la Cámara y Raya nasceu em Granada, em Espanha, e foi ordenado sacerdote na Ordem dos Pregadores. No dia 27 de novembro de 1612, o Papa Paulo V nomeou-o Bispo do Panamá. Em 1614, foi consagrado bispo por Juan Bartolomé de Bohorquez e Hinojosa, bispo de Coro. Serviu como Bispo do Panamá até à sua morte a 18 de agosto de 1624.